# شانتل بيج
شانتل بيج (بالإنجليزية: Chantelle Paige)‏ هي عارضة ومغنية مؤلفة وملحنة وممثلة أمريكية، ولدت في 3 فبراير 1988.

## وصلات خارجية
- شانتل بيج على موقع IMDb (الإنجليزية)
- شانتل بيج على موقع ميوزك برينز (الإنجليزية)
- شانتل بيج على موقع ديسكوغز (الإنجليزية)